# Důl Drkolnov
Důl Drkolnov je nepoužívaný důl k těžbě stříbrné a olověné rudy v Příbrami. Důl byl zaražen v roce 1836 a unikátem v dolu je ocelové podzemní vodní kolo o průměru 12,4 m, které nemá ve střední Evropě srovnatelné paralely. Památkově chráněn je od roku 1958 a 1. října 2014 byl prohlášen za národní kulturní památku.

## Historie

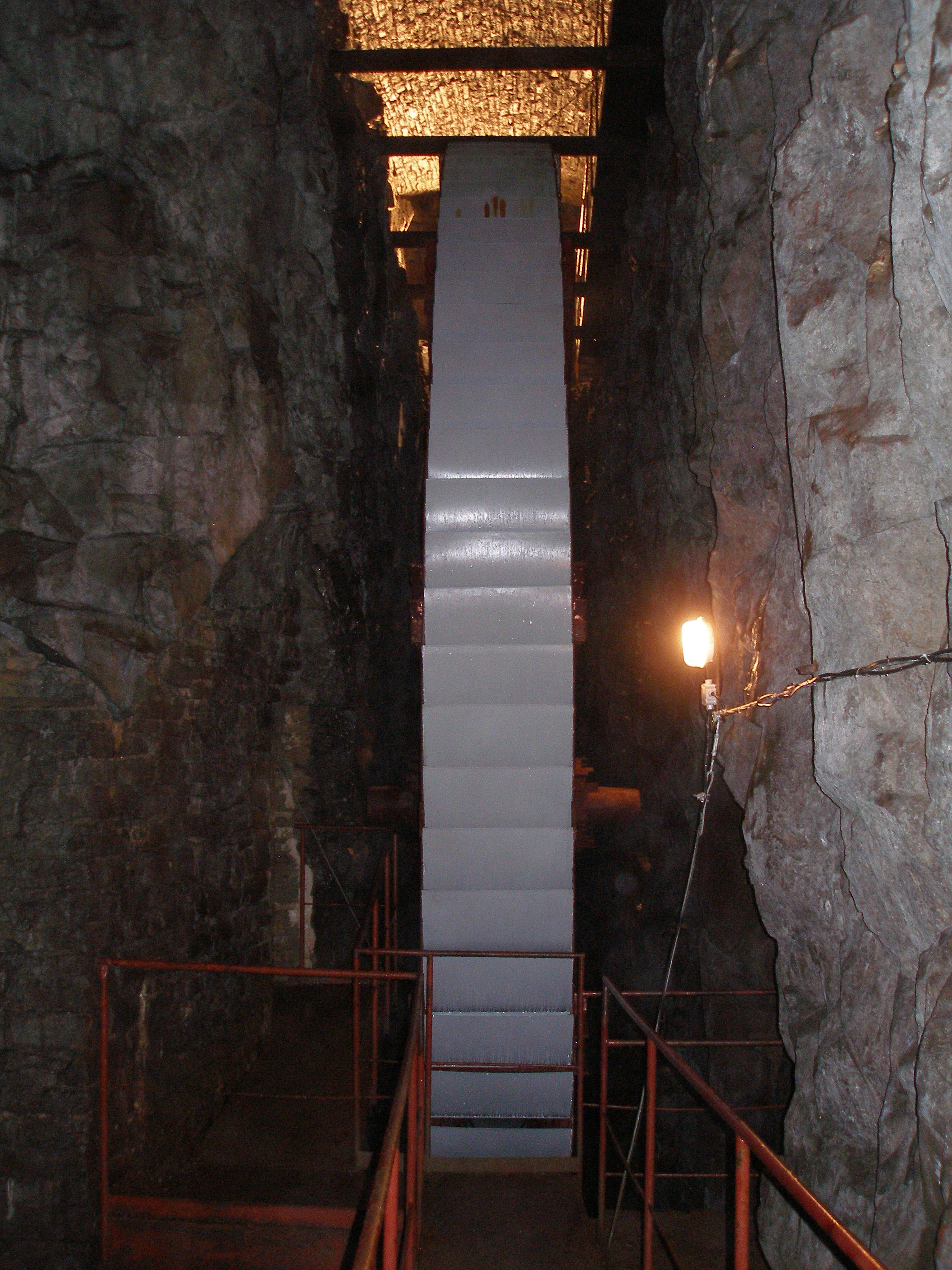
Vodní kolo dolu Drkolnov

Důl Drkolnov byl zaražen v roce 1836 v poměrně velké vzdálenosti od březohorských dolů. Původní jméno jámy bylo August, na počest knížete Augusta Longina Josefa Lobkowicze. Ražba nedosahovala takové hloubky, ani výtěžnosti, jako v jiných dolech březohorského revíru. Maximální hloubky 403,5 m (i s volnou hloubkou 425,2 m) bylo dosaženo v roce 1872. Nejdůležitějším atributem drkolnovského dolu je vodní kolo, které vzniklo patrně až někdy před rokem 1850. Současně musel být vybudován také systém vodních štol i vlastní komory s kamennou klenbou, bočními štolami a vstupní chodbou. Vznik celého vodního patra by snad mohl datovat kámen v odtokové štole s rokem 1844 a v přívodní štole s rokem 1848. Patrně na počátku 90. let 19. století bylo původní dřevěné kolo nahrazeno dodnes zachovaným kolem železným, které bylo svým průměrem 12,4m patrně největší ve střední Evropě. V té době již ovšem význam dolu klesal. Roku 1891 byla zbourána stará úpravna, těžba skončila roku 1896. Roku 1899 byla zbourána těžní věž, v roce 1913 kotelna a komín. Kolo ovšem zůstalo v provozu a sloužilo k čerpání důlní vody a poté až do roku 1961 též k čerpání pitné vody pro město. Po skončení čerpání vody v roce 1961 byly roku 1974 uzavřeny vstupy do podzemí zásypy.

## Současnost
Dnes je důl Drkolnov spravován Hornickým muzeem v Příbrami a je součástí jeho prohlídkového areálu. Díky spolupráci Hornického muzea Příbram a státního podniku DIAMO byly štoly v roce 2000 nově otevřeny, komora vodního kola získala nové přístupové lávky, samotné kolo prošlo celkovou rekonstrukcí a od roku 2003 je tato unikátní technická památka přístupná široké veřejnosti v rámci jednoho z prohlídkových okruhů Hornického muzea Příbram. V roce 2000 prošla celkovou rekonstrukcí rovněž šachetní budova dolu. Další atrakcí v rámci místní prohlídky je jízda úpadnicí po skluzavce. Ta dříve sloužila havířům pro ušetření sil při sestupu do dolu. Vše výše zmíněné je řazeno do prohlídkového okruhu s označením A.